# Championnat de Slovaquie de football 2020-2021
Navigation
Édition précédente Édition suivante
La saison 2020-2021 est la 28e édition du championnat de Slovaquie de football. Lors de cette saison, le ŠK Slovan Bratislava défend son titre face à 11 autres équipes.
Le ŠK Slovan Bratislava remporte son 11e titre lors de la 31e journée.

## Organisation
Les douze clubs se rencontrent en matchs aller et retour, après la 22e journée le championnat est scindé en deux, les six premiers se retrouvent dans un mini-championnat en gardant les points acquis lors de la saison régulière pour déterminer le champion et les qualifications européennes.
Les six derniers se retrouvant dans un autre mini-championnat pour déterminer le barragiste et le club qui sera relégué.
Trois places qualificatives pour les compétitions européennes seront attribuées par le biais du premier mini-championnat (1 place au premier tour de qualification de la Ligue des champions 2021-2022 et 2 places au premier tour de qualification de la Ligue Europa Conférence 2021-2022). Une autre place au deuxième tour de qualification pour la Ligue Europa Conférence sera garantie au vainqueur de la Slovak Cup. Si le vainqueur de la Coupe de Slovaquie termine dans les trois premiers, alors des barrages sont organisés entre les équipes de la 4e à la 7e place pour une place européenne. Le dernier du deuxième mini-championnat est relégué en deuxième division. L'avant dernier dispute un match de barrage pour le maintien.

## Participants
| \| D. Streda Ružomberok Senica S. Bratislava Nitra Trnava Sereď Trenčín Z. Michalovce Z. Moravce Žilina FK Pohronie \| Localisation des clubs. |
| D. Streda Ružomberok Senica S. Bratislava Nitra Trnava Sereď Trenčín Z. Michalovce Z. Moravce Žilina FK Pohronie                               |

Légende des couleurs
- Premier tour de qualification de la Ligue des Champions 2020-2021
- Premier tour de qualification de la Ligue Europa 2020-2021

| Club                        | Se maintient depuis | Classement 2019-2020 | Stade                     | Capacité théorique |
| --------------------------- | ------------------- | -------------------- | ------------------------- | ------------------ |
| ŠK Slovan Bratislava        | 2006                | 1                    | Tehelné pole              | 22 500             |
| MŠK Žilina                  | 1996                | 2                    | Stade Pod Dubňom          | 11 313             |
| FC DAC 1904 Dunajská Streda | 2013                | 3                    | MOL Aréna                 | 12 700             |
| FC Spartak Trnava           | 2002                | 4                    | Stade Antona Malatinského | 19 200             |
| MFK Ružomberok              | 1997                | 5                    | Stade Pod Čebraťom        | 4 817              |
| MFK Zemplín Michalovce      | 2015                | 6                    | Zemplin Stadion           | 4 440              |
| FK AS Trenčín               | 2011                | 7                    | Stade na Sihoti           | 3 500              |
| FC ViOn Zlaté Moravce       | 2010                | 8                    | Stade FC ViOn             | 4 000              |
| ŠKF Sereď                   | 2018                | 9                    | Štadión pod Zoborom       | 7 480              |
| FK Senica                   | 2009                | 10                   | OMS Arena                 | 5 070              |
| FK Pohronie                 | 2019                | 11                   | Mestský štadión           | 2 309              |
| FC Nitra                    | 2017                | 12                   | Stade Pod Zoborom         | 11 384             |

## Première phase

### Classement
| Rang | Équipe              | Pts | J  | G  | N  | P  | Bp | Bc | Diff |
| ---- | ------------------- | --- | -- | -- | -- | -- | -- | -- | ---- |
| 1    | Slovan Bratislava T | 54  | 22 | 17 | 3  | 2  | 54 | 12 | +42  |
| 2    | Dunajská Streda     | 44  | 22 | 13 | 5  | 4  | 48 | 28 | +20  |
| 3    | MŠK Žilina          | 37  | 22 | 11 | 4  | 7  | 49 | 33 | +16  |
| 4    | Spartak Trnava      | 35  | 22 | 11 | 2  | 9  | 32 | 29 | +3   |
| 5    | Zlaté Moravce       | 33  | 22 | 9  | 6  | 7  | 38 | 29 | +9   |
| 6    | AS Trenčín          | 28  | 22 | 7  | 7  | 8  | 24 | 36 | -12  |
| 7    | MFK Ružomberok      | 23  | 22 | 5  | 8  | 9  | 31 | 37 | -6   |
| 8    | FC Nitra            | 22  | 22 | 6  | 4  | 12 | 21 | 38 | -17  |
| 9    | Zemplín Michalovce  | 22  | 22 | 5  | 7  | 10 | 22 | 42 | -20  |
| 10   | ŠKF Sereď           | 22  | 22 | 5  | 7  | 10 | 22 | 39 | -17  |
| 11   | FK Senica           | 21  | 22 | 6  | 6  | 11 | 23 | 40 | -17  |
| 12   | FK Pohronie         | 20  | 22 | 3  | 11 | 8  | 27 | 32 | -5   |

Légende
- qualification pour les barrages de championnat
- qualification pour les barrages de relégation

Abréviations
- T : Tenant du titre

## Deuxième phase

### Barrage de championnat

#### Classement
| Rang | Équipe                | Pts | J  | G  | N | P  | Bp | Bc | Diff |
| ---- | --------------------- | --- | -- | -- | - | -- | -- | -- | ---- |
| 1    | Slovan Bratislava T C | 71  | 32 | 22 | 5 | 5  | 78 | 28 | +50  |
| 2    | Dunajská Streda       | 65  | 32 | 19 | 8 | 5  | 66 | 38 | +28  |
| 3    | Spartak Trnava        | 55  | 32 | 17 | 4 | 11 | 48 | 37 | +11  |
| 4    | MŠK Žilina            | 52  | 32 | 15 | 7 | 10 | 73 | 52 | +21  |
| 5    | Zlaté Moravce         | 40  | 32 | 11 | 7 | 14 | 42 | 51 | -9   |
| 6    | AS Trenčín            | 32  | 32 | 8  | 8 | 16 | 42 | 61 | -19  |

Qualifications européennes
Ligue des champions 2021-2022
- 1er : premier tour de qualification

Ligue Europa Conférence 2021-2022
- 2e : deuxième tour de qualification

- 3e : premier tour de qualification

- 4e, 5e et 6e : barrages européens pour le premier tour de qualification

Abréviations
- T : Tenant du titre
- C : Vainqueur de la Coupe de Slovaquie 2020-2021

### Barrage de relégation

#### Classement
| Rang | Équipe             | Pts | J  | G  | N  | P  | Bp | Bc | Diff |
| ---- | ------------------ | --- | -- | -- | -- | -- | -- | -- | ---- |
| 7    | ŠKF Sereď          | 41  | 32 | 11 | 8  | 13 | 37 | 48 | -11  |
| 8    | MFK Ružomberok     | 39  | 32 | 10 | 9  | 13 | 41 | 44 | -3   |
| 9    | FK Pohronie        | 38  | 32 | 8  | 14 | 10 | 38 | 38 | 0    |
| 10   | Zemplín Michalovce | 35  | 32 | 8  | 11 | 13 | 34 | 53 | -19  |
| 11   | FK Senica          | 33  | 32 | 8  | 9  | 15 | 31 | 51 | -20  |
| 12   | FC Nitra           | 27  | 32 | 7  | 6  | 19 | 26 | 55 | -29  |

Ligue Europa Conférence 2021-2022
- 7e : barrages européens pour le premier tour de qualification

Relégation
- 11e : play-off de relégation en 2e division
- 12e : relégation en 2e division

## Play-offs pour la Ligue Europa Conférence

### Demi-finales
| Équipe 1              | Résultat | Équipe 2   |
| --------------------- | -------- | ---------- |
| MŠK Žilina            | 4 - 2    | ŠKF Sereď  |
| FC ViOn Zlaté Moravce | 2 - 0    | AS Trenčín |

Légende des couleurs
- Qualification pour la finale des play-offs.

### Finale
| Équipe 1   | Résultat | Équipe 2              |
| ---------- | -------- | --------------------- |
| MŠK Žilina | 3 - 2 ap | FC ViOn Zlaté Moravce |

Légende des couleurs
- Qualification pour le premier tour de qualification de la Ligue Europa Conférence 2021-2022.

## Play-offs pour la relégation
| Équipe 1                      | Résultat | Équipe 2       | Aller | Retour |
| ----------------------------- | -------- | -------------- | ----- | ------ |
| FK Dukla Banská Bystrica (D2) | 2 - 3    | FK Senica (D1) | 1 - 2 | 1 - 1  |

Légende des couleurs
- Le club se maintient en première division.
- Promotion en première division.
- Le club reste en deuxième division.
- Relégation en deuxième division.

## Bilan de la saison
| Championnat de Slovaquie de football 2020-2021                        |                               |
| Champion                                                              | Slovan Bratislava (11e titre) |
| Coupes et trophées                                                    |                               |
| Vainqueur de la Coupe de Slovaquie 2020-2021                          | Slovan Bratislava             |
| Qualifications continentales                                          |                               |
| Ligue des champions 2021-2022                                         | Slovan Bratislava             |
| Ligue Europa Conférence 2021-2022                                     | Dunajská Streda               |
| Ligue Europa Conférence 2021-2022                                     | Spartak Trnava                |
| Ligue Europa Conférence 2021-2022                                     | MŠK Žilina                    |
| Promotions et relégations                                             |                               |
| Promus en Championnat de Slovaquie de football                        | MFK Tatran Liptovský Mikuláš  |
| Relégués en Championnat de Slovaquie de football de deuxième division | FC Nitra                      |